# Новые Кельцы
Новые Кельцы — село в Скопинском районе Рязанской области, входит в состав Корневского сельского поселения.

## География
Село расположено на берегу речки Старый Келец в 6 км на северо-запад от центра поселения села Корневое и в 9 км на запад от районного центра города Скопин.

## История
Первоначальное построение в селе деревянной Георгиевской церкви относится к 1754 году; вместо деревянной обветшавшей. В 1860 году начато строительство каменной Георгиевской церкви, окончено — в 1862 году. Школа заведена в селе в 1840 году местным священником Филиппом Прокопиевичем Соловьёвым, помещалась в его же доме и до 1875 года находилась в заведовании Палаты Государственных Имуществ.
В XIX — начале XX века село входило в состав Корневской волости Скопинского уезда Рязанской губернии. В 1906 году в селе было 256 дворов.
С 1929 года село являлось центром Новокелецкого сельсовета Скопинского района Рязанского округа Московской области, с 1937 года — в составе Рязанской области, с 2005 года — в составе Корневского сельского поселения.

## Население
| 1859 | 1897  | 1906  | 2010 |
| ---- | ----- | ----- | ---- |
| 1183 | ↗2144 | ↗2540 | ↘268 |

## Достопримечательности
В селе расположена недействующая Церковь Георгия Победоносца (1862).